# 김민 (야구 선수)
김민(1999년 4월 14일 ~ )은 KBO 리그 SSG 랜더스의 투수이다. 그의 형은 태권도 국가대표 선수인 김훈이다.

## 아마추어 시절
유신고등학교의 에이스로 고등학교 2학년 때 청소년 국가대표팀에 뽑혀 활약했다. 이 때부터 kt 위즈의 유력한 1차 지명 후보로 떠올랐다. 연고지 내 학교들 중 안산공업고등학교의 김도규가 그나마 돋보였으나 출신 중학교가 충암중학교라 1차 지명에서 제외되며 그가 강력한 1차 지명 후보가 됐다.

## kt 위즈시절
2017년 한국프로야구 신인 드래프트에서 1차 지명됐다. 2018년 7월 27일 LG전에서 선발 등판하며 데뷔 첫 경기를 치렀고, 경기에서 5이닝 1실점을 기록했다.
파이어볼러이다

## 상무 야구단시절
2021년에 입단하였다.

## kt 위즈복귀
2022년에 복귀하였다.
2024년 10월 31일에 SSG 소속 오원석과 1:1 맞트레이드로 SSG 랜더스로 이적하였다.

## 경력
- 2016년 아시아 청소년 야구 선수권 대회 국가대표
- 2017년 제 28회 세계 청소년 야구 선수권 대회 국가대표

## 수상
- 2016년 고교 주말 리그 후반기(경기권 A) 최우수 선수상

## 출신 학교
- 대일초등학교(전학) → 수진초등학교(전학) → 인천숭의초등학교
- 평촌중학교
- 유신고등학교

## 통산 기록
| 연도 | 팀명  | 평균자책점 | 경기 | 완투 | 완봉 | 승 | 패 | 세 | 홀 | 승률  | 타자 | 이닝 | 피안타 | 피홈런 | 볼넷 | 사구 | 탈삼진 | 실점 | 자책점 |
| ---- | ----- | ---------- | ---- | ---- | ---- | -- | -- | -- | -- | ----- | ---- | ---- | ------ | ------ | ---- | ---- | ------ | ---- | ------ |
| 2018 | kt    | 5.06       | 9    | 0    | 0    | 4  | 2  | 0  | 0  | 0.667 | 178  | 37⅓  | 40     | 4      | 25   | 6    | 25     | 26   | 21     |
| 2019 | kt    | 4.96       | 27   | 0    | 0    | 6  | 12 | 0  | 0  | 0.333 | 674  | 150⅔ | 175    | 16     | 65   | 4    | 91     | 88   | 83     |
| 2020 | kt    | 6.54       | 24   | 0    | 0    | 3  | 3  | 0  | 1  | 0.500 | 207  | 42⅔  | 46     | 6      | 29   | 5    | 32     | 35   | 31     |
| 2022 | kt    | 2.35       | 6    | 0    | 0    | 0  | 0  | 0  | 2  | -     | 28   | 7⅔   | 4      | 1      | 2    | 1    | 8      | 2    | 2      |
| 2023 | kt    | 6.83       | 16   | 0    | 0    | 1  | 2  | 0  | 0  | 0.333 | 145  | 29   | 40     | 3      | 16   | 4    | 22     | 26   | 22     |
| 2024 | kt    | 4.31       | 71   | 0    | 0    | 8  | 4  | 0  | 24 | 0.667 | 336  | 77⅓  | 84     | 5      | 27   | 2    | 77     | 38   | 37     |
| 통산 | 5시즌 | 5.12       | 153  | 0    | 0    | 22 | 23 | 0  | 24 | 0.489 | 1568 | 344⅔ | 389    | 35     | 164  | 22   | 178    | 215  | 196    |